# Costante
Nelle scienze si parla spesso di costanti, riferendosi a uno dei seguenti concetti:
- In tutte le scienze con il termine costante si intende una grandezza (eventualmente adimensionale), che possiede un valore fisso, al contrario di una variabile.
- Nell'ambito della biologia  in particolare in piante, laddove si abbia a che fare con grandezze generalmente variabili (come in analisi), si intende di solito con la parola costante un numero che, senza essere determinato, rimane fisso in una certa relazione, nella quale altri termini possono invece assumere valori diversi in opportuni insiemi.

Un semplice esempio di costante di quest'ultimo tipo è il fattore di proporzionalità in una relazione tra grandezze, come nella legge di Boyle-Mariotte, che lega la pressione al volume di un gas perfetto a una certa temperatura:
{\displaystyle {p}\cdot {V}=K}, dove {\displaystyle p} è la pressione, {\displaystyle V} il volume e {\displaystyle K} indica un numero che, pur variando a seconda della temperatura, rimane fisso nella legge, che assume per ipotesi che la temperatura sia fissa.

## Costanti matematiche
Le costanti matematiche sono quantità, solitamente numeri reali o complessi, che hanno un valore ben definito, a differenza delle variabili che possono assumere un valore non determinato a priori. A differenza delle costanti fisiche, che vengono calcolate mediante misurazioni fisiche e quindi con un margine di errore, le costanti matematiche sono definibili esattamente.
Esempi di costanti matematiche sono: {\displaystyle \pi }, {\displaystyle \Phi }, {\displaystyle {\sqrt {2}}}, e.

## Costanti fisiche
Nella fisica sperimentale (e anche in altri ambiti relativi alle scienze naturali) si ha spesso a che fare con grandezze che l'esperienza dimostra essere costanti in certe condizioni. Si parla allora di costanti fisiche.
Ad esempio, nella teoria della relatività ristretta di Albert Einstein, abbiamo la formula
E=mc².
Qui con m ed E si indicano rispettivamente la massa a riposo e l'energia a riposo di un corpo. Poiché la legge di Einstein vale per qualunque corpo queste grandezze sono considerate, in essa, variabili.
Con c, invece si indica la velocità della luce nel vuoto, che è la stessa in tutti i sistemi inerziali. Essa pertanto rappresenta una costante fisica (anche se, nel caso in cui si consideri c = 299 792 458 m/s, la costante c non è approssimata, poiché è il valore esatto che deriva direttamente dalla definizione della grandezza fondamentale metro).

## Costanti informatiche
In informatica vengono definite costanti le porzioni di memoria il cui valore non varia nel corso dell'esecuzione di un programma.

## Costanti e variabili
Una quantità costante in un caso può essere variabile in un altro.
Si consideri il seguente esempio, con una funzione f definita da
f(x) = sin x + c.
Ora si consideri un funzionale F, una funzione il cui argomento è una funzione, definito da
F(g) = g(π/2).
Allora per la funzione f abbiamo
F(f) = c + 1.
Nella formula per f(x), stiamo fissando c e variando x, così c è una costante.
Ma nella formula per F(f) stiamo variando c e f, così c è una variabile.
Perciò non esiste una definizione precisa di "costante" in matematica; solo frasi come "funzione costante" o "termine costante di un polinomio" possono essere definite.
C'è uno scherzo dei matematici del tipo "le variabili non variano; le costanti non sono costanti". Infatti il termine variabile è frequentemente usato per indicare un valore fissato in una determinata equazione, sebbene incognita; mentre il termine costante è usato per indicare una quantità arbitraria che può assumere qualsiasi valore, come la costante di integrazione.